# Boarmia subpictilis
Boarmia subpictilis är en fjärilsart som beskrevs av Louis Beethoven Prout 1932. Boarmia subpictilis ingår i släktet Boarmia och familjen mätare. Inga underarter finns listade i Catalogue of Life.